# Euphorbia phillipsiae
Euphorbia phillipsiae  N.E.Br. es una especie fanerógama perteneciente a la familia de las euforbiáceas. Es endémica de Etiopía, Somalia y Arabia.

## Descripción
Es una planta suculenta perennifolia que alcanza un tamaño  de hasta 25 cm de altura y  diámetro, con ramificación compacta formando cojines cilíndricos redondeados; las ramas, 1,5-2 cm de espesor, con 7-9 ángulos, ángulos separados por surcos profundos, con dientes de 6.3 mm de largo; espinosas; cápsula y semillas desconocidas.

## Ecología
Se encuentra en las laderas rocosas orientadas al norte en escarpaduras de piedra caliza con Buxus hildebrandtii y arbustos de hoja caduca; a una altitud de ± 1500 metros.
Es poco común en las colecciones (en 1983).

## Taxonomía
Euphorbia phillipsiae fue descrita por Nicholas Edward Brown y publicado en The Gardeners' Chronicle, ser. 3 1903: 370. 1903.
Sinonimia
- Euphorbia golisana N.E.Br. in D.Oliver & auct. suc. (eds.) (1911).[4][5]

Etimología
Euphorbia: nombre genérico que deriva del médico griego del rey Juba II de Mauritania (52 a 50 a. C. - 23), Euphorbus, en su honor – o en alusión a su gran vientre –  ya que usaba médicamente Euphorbia resinifera. En 1753 Carlos Linneo asignó el nombre a todo el género.
phillipsiae: epíteto otorgado en honor de Louise Jane Lort-Phillips, esposa del arquitecto y naturalista británico Ethelbert Lort-Phillips.